# Vismia laevis
Vismia laevis är en johannesörtsväxtart som beskrevs av Jules Émile Planchon och Triana. Vismia laevis ingår i släktet Vismia och familjen johannesörtsväxter. Inga underarter finns listade i Catalogue of Life.